# フィリッパ・オブ・イングランド
フィリッパ・オブ・イングランド（英：Philippa of England, 1394年6月4日 - 1430年1月7日）は、デンマーク・スウェーデン・ノルウェー王エーリク・ア・ポンメルンの王妃。Filippaとも記される。

## 生涯
ヘンリー・ボリングブルック（のちのイングランド王ヘンリー4世）と最初の妃メアリー・ド・ブーンの末娘として、ピーターバラ城で生まれた。1406年10月、スウェーデンのルンドでエーリクと結婚。記録されている中では、白いウェディングドレスを着た初めての王女である。彼女の持参金で、スウェーデンは大いに潤ったという。1408年にはガーター騎士になった。
エーリクが国外にいるときや、スウェーデンにいるときは、事実上彼女が摂政をつとめた。彼が国内にいるときですら、国事を管理していたという。エーリクよりフィリッパの方が統治者として有能だという評価すらあった。
1423年からエーリクは国外に滞在し、フィリッパはデンマークで摂政となって北ドイツ諸侯と同盟を結んだ。1428年にコペンハーゲンがハンザ同盟の攻撃を受けたとき、よく持ちこたえて戦勝し、この英雄的な出来事はのちにハンス・クリスチャン・アンデルセンにより記された。
これほどまでに夫に信用され、国を守ってきたフィリッパは、エーリクの変心により修道院へ追いやられた上にシュトラールズントで彼女の船が沈められた。彼女には1429年に男児を流産した以降、子供はいなかった。フィリッパはスウェーデンに葬られた。

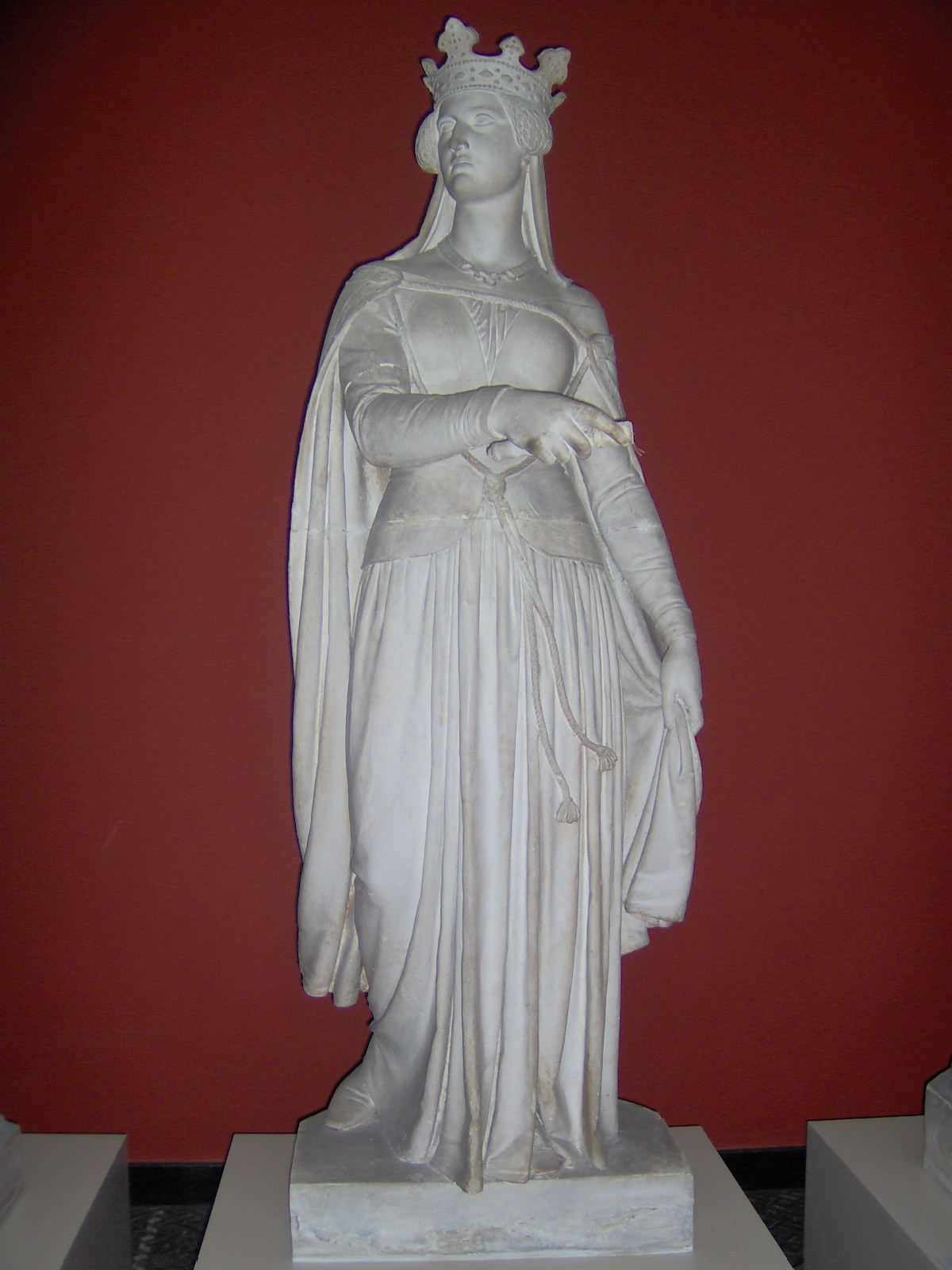
フィリッパ・オブ・イングランド像